# DeValls Bluff
La ville de DeValls Bluff est l’un des deux sièges du comté de Prairie, dans l'Arkansas, aux États-Unis.

## Démographie
| 1880 | 1890 | 1900 | 1910 | 1920 | 1930 |
| ---- | ---- | ---- | ---- | ---- | ---- |
| 186  | 380  | 605  | 924  | 885  | 672  |

| 1940 | 1950 | 1960 | 1970 | 1980 | 1990 |
| ---- | ---- | ---- | ---- | ---- | ---- |
| 686  | 830  | 654  | 622  | 738  | 702  |

| 2000 | 2010 | - | - | - | - |
| ---- | ---- | - | - | - | - |
| 783  | 619  | - | - | - | - |

## Source
- (en) Cet article est partiellement ou en totalité issu de l’article de Wikipédia en anglais intitulé « DeValls Bluff, Arkansas » (voir la liste des auteurs).

1. ↑  « Statistiques des États-Unis - Arizona - Profils des comtés de 2010 » (consulté en novembre 2020)